# L'Essentiel 1977-2017
 (décembre 2017).
Si vous disposez d'ouvrages ou d'articles de référence ou si vous connaissez des sites web de qualité traitant du thème abordé ici, merci de compléter l'article en donnant les références utiles à sa vérifiabilité et en les liant à la section « Notes et références ».
Albums de Francis Cabrel
L'In extremis tour
(2016) À l'aube revenant
(2020)
Cette compilation de Francis Cabrel intitulée L'Essentiel 1977-2017 rassemble les meilleures chansons qui sont parues entre 1977 et 2017. Elle est sortie afin de célébrer les 40 ans de carrière de Francis Cabrel, trente ans après la précédente compilation Cabrel 77-87, dix ans après L'Essentiel 1977-2007, dont les deux CD sont d'ailleurs repris.

## Liste des pistes
| CD 1  | CD 1                                                 | CD 1  | CD 1 | CD 1 | CD 1 | CD 1 | CD 1 | CD 1 | CD 1 |
| No    | Titre                                                | Durée |      |      |      |      |      |      |      |
| ----- | ---------------------------------------------------- | ----- | ---- | ---- | ---- | ---- | ---- | ---- | ---- |
| 1.    | Petite Marie (Les Murs de poussière)                 | 3:26  |      |      |      |      |      |      |      |
| 2.    | Les Murs de poussière (Les Murs de poussière)        | 2:46  |      |      |      |      |      |      |      |
| 3.    | Les chemins de traverse (Les Chemins de traverse)    | 3:01  |      |      |      |      |      |      |      |
| 4.    | Je l'aime à mourir (Les Chemins de traverse)         | 2:43  |      |      |      |      |      |      |      |
| 5.    | C'était l'hiver (Les Chemins de traverse)            | 3:51  |      |      |      |      |      |      |      |
| 6.    | La Dame de Haute-Savoie (Fragile)                    | 3:01  |      |      |      |      |      |      |      |
| 7.    | L'Encre de tes yeux (Fragile)                        | 3:05  |      |      |      |      |      |      |      |
| 8.    | Je pense encore à toi (Fragile)                      | 2:10  |      |      |      |      |      |      |      |
| 9.    | Ma place dans le trafic (Carte postale)              | 3:11  |      |      |      |      |      |      |      |
| 10.   | Répondez-moi (Carte postale)                         | 4:23  |      |      |      |      |      |      |      |
| 11.   | La Fille qui m'accompagne (Quelqu'un de l'intérieur) | 4:25  |      |      |      |      |      |      |      |
| 12.   | Leïla et les Chasseurs (Quelqu'un de l'intérieur)    | 4:29  |      |      |      |      |      |      |      |
| 13.   | Les Chevaliers cathares (Quelqu'un de l'intérieur)   | 3:17  |      |      |      |      |      |      |      |
| 14.   | Saïd et Mohammed (Quelqu'un de l'intérieur)          | 3:50  |      |      |      |      |      |      |      |
| 15.   | Encore et encore (Photos de voyages)                 | 4:32  |      |      |      |      |      |      |      |
| 16.   | Je te suivrai (Photos de voyages)                    | 4:06  |      |      |      |      |      |      |      |
| 17.   | Il faudra leur dire (Single)                         | 3:44  |      |      |      |      |      |      |      |
| 18.   | Sarbacane (Sarbacane)                                | 4:06  |      |      |      |      |      |      |      |
| 19.   | C'est écrit (Sarbacane)                              | 5:50  |      |      |      |      |      |      |      |
| 20.   | Rosie (Sarbacane)                                    | 3:47  |      |      |      |      |      |      |      |
| 73:43 |                                                      |       |      |      |      |      |      |      |      |

| CD 2  | CD 2                                                                                    | CD 2  | CD 2 | CD 2 | CD 2 | CD 2 | CD 2 | CD 2 | CD 2 |
| No    | Titre                                                                                   | Durée |      |      |      |      |      |      |      |
| ----- | --------------------------------------------------------------------------------------- | ----- | ---- | ---- | ---- | ---- | ---- | ---- | ---- |
| 1.    | La Cabane du pêcheur (Samedi soir sur la Terre)                                         | 5:06  |      |      |      |      |      |      |      |
| 2.    | La Corrida (Samedi soir sur la Terre)                                                   | 5:37  |      |      |      |      |      |      |      |
| 3.    | Je t'aimais, je t'aime, je t'aimerai (Samedi soir sur la Terre)                         | 4:36  |      |      |      |      |      |      |      |
| 4.    | Octobre (Samedi soir sur la Terre)                                                      | 3:33  |      |      |      |      |      |      |      |
| 5.    | Samedi soir sur la terre (version live, Double Tour)                                    | 7:47  |      |      |      |      |      |      |      |
| 6.    | Vengo a ofrecer mi corazón (en duo avec Mercedes Sosa, Algo más de amor)                | 3:52  |      |      |      |      |      |      |      |
| 7.    | Hors-saison (Hors-saison)                                                               | 4:39  |      |      |      |      |      |      |      |
| 8.    | Le Reste du temps (Hors-saison)                                                         | 3:30  |      |      |      |      |      |      |      |
| 9.    | Le monde est sourd (Hors-saison)                                                        | 4:24  |      |      |      |      |      |      |      |
| 10.   | Les Passantes (chanson de Georges Brassens, version live Double Tour)                   | 5:02  |      |      |      |      |      |      |      |
| 11.   | Quand j’aime une fois j’aime pour toujours (chanson de Richard Desjardins, Double Tour) | 4:18  |      |      |      |      |      |      |      |
| 12.   | Les Gens absents (Les Beaux Dégâts)                                                     | 5:03  |      |      |      |      |      |      |      |
| 13.   | Elle dort (Les Beaux Dégâts)                                                            | 4:34  |      |      |      |      |      |      |      |
| 14.   | Bonne Nouvelle (Les Beaux Dégâts)                                                       | 4:40  |      |      |      |      |      |      |      |
| 15.   | Gardien de nuit (extrait du conte Le Soldat Rose)                                       | 2:59  |      |      |      |      |      |      |      |
| 16.   | Les Yeux bleus pleurant sous la pluie (inédit, reprise de Willie Nelson)                | 3:56  |      |      |      |      |      |      |      |
| 17.   | Le Gorille (inédit, reprise de Georges Brassens)                                        | 3:49  |      |      |      |      |      |      |      |
| 77:25 |                                                                                         |       |      |      |      |      |      |      |      |

| CD 3  | CD 3 | CD 3  | CD 3 | CD 3 | CD 3 | CD 3 | CD 3 | CD 3 | CD 3 |
| No    | Titre | Durée |      |      |      |      |      |      |      |
| ----- | --- | ----- | ---- | ---- | ---- | ---- | ---- | ---- | ---- |
| 1.    | Le Fils unique (inédit) | 3:35  |      |      |      |      |      |      |      |
| 2.    | Des montagnes de tout (inédit) | 2:37  |      |      |      |      |      |      |      |
| 3.    | La Robe & l'Échelle (Des roses et des orties) | 3:45  |      |      |      |      |      |      |      |
| 4.    | Des hommes pareils (Des roses et des orties) | 5:21  |      |      |      |      |      |      |      |
| 5.    | Le Chêne liège (Des roses et des orties) | 3:26  |      |      |      |      |      |      |      |
| 6.    | Les Cardinaux en costume (live 2008) (La Tournée des Roses & des Orties)                                                                            | 3:58  |      |      |      |      |      |      |      |
| 7.    | Je te veux (Vise le ciel) | 3:57  |      |      |      |      |      |      |      |
| 8.    | Un simple coup du sort (Vise le ciel) | 4:14  |      |      |      |      |      |      |      |
| 9.    | Partis pour rester (In extremis) | 3:39  |      |      |      |      |      |      |      |
| 10.   | Dur comme fer (In extremis) | 4:03  |      |      |      |      |      |      |      |
| 11.   | Le Pays d'à Côté (In extremis) | 4:37  |      |      |      |      |      |      |      |
| 12.   | À chaque amour que nous ferons (In extremis) | 4:30  |      |      |      |      |      |      |      |
| 13.   | Quinn l'Esquimau (Live 2015) (L'In extremis tour)                                                                                                   | 3:40  |      |      |      |      |      |      |      |
| 14.   | Lily, Rosemary et le Valet de cœur (inédit, adaptation de Lily, Rosemary and the Jack of Hearts de Bob Dylan, extrait des sessions de Vise le ciel) | 7:36  |      |      |      |      |      |      |      |
| 58:58 | |       |      |      |      |      |      |      |      |